# Manoel Alencar do Monte
Manoel Alencar do Monte (* 6. September 1892 in São Paulo; † unbekannt), oder kurz Alencar, war ein brasilianischer Fußballspieler auf der Position eines Stürmers. Er war zuletzt für AA São Bento in São Caetano do Sul und die brasilianische Fußballnationalmannschaft aktiv.

## Karriere

### Verein
Seine Vereinskarriere verbrachte Alencar in seiner brasilianischen Heimat. Er begann seine Profikarriere im Jahr 1907 bei SC Americano in seiner Heimatstadt São Paulo. Hier gewann er 1912, mit der Staatsmeisterschaft von São Paulo, den einzigen Vereinstitel seiner Karriere. 1913 wechselte er zum Ligakonkurrenten CA Ypiranga, mit denen er in seiner Debütsaison Vizemeister wurde. Nach einer kurzen Station bei der Fußballabteilung des Mackenzie College, kehrte er 1915 zu seinen Heimatverein Americano zurück. Ab 1917 ließ Alencar seine Karriere bei AA São Bento ausklingen und beendete seine aktive Laufbahn im Jahr 1919. Einen weiteren Titel konnte er in seiner Zeit nach 1912 nicht gewinnen.

### Nationalmannschaft
Als einziger Spieler von Americano wurde Alencar in das Aufgebot von Brasilien zur Campeonato Sudamericano 1916 berufen. Hier bestritt er alle Partien und gab am 8. Juli 1916 im Spiel gegen die Auswahl von Chile (1:1) sein Debüt für die Seleção. Zwei Tage später erzielte er, an der Seite von Nery, Arnaldo und Torjäger Arthur Friedenreich, einem der besten Fußballspieler aller Zeiten, gegen Argentinien in der 23. Minute das Ausgleichstor zum 1:1-Endstand. Seinen letzten Einsatz im Trikot der Seleção absolvierte Alencar am 18. Juli 1916 im Freundschaftsspiel gegen die Auswahl von Argentinien.

### Erfolge
Verein
- Staatsmeister São Paulo: 1912